# Trancoso (Bahia)

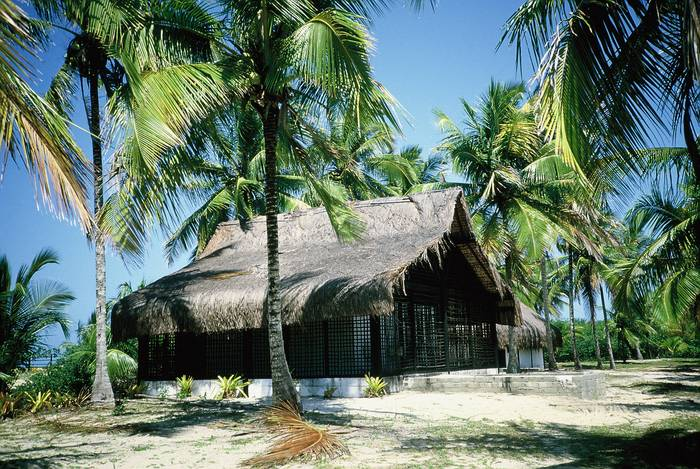
Haus in Trancoso

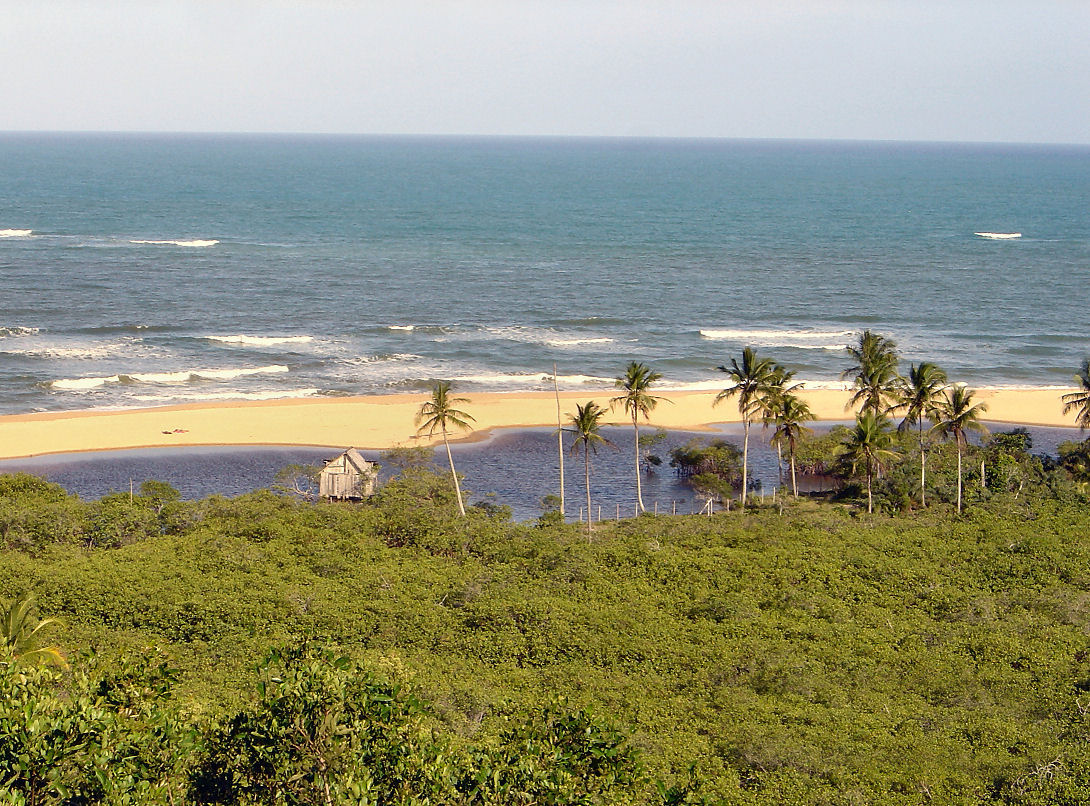
Blick auf das Meer von Trancoso

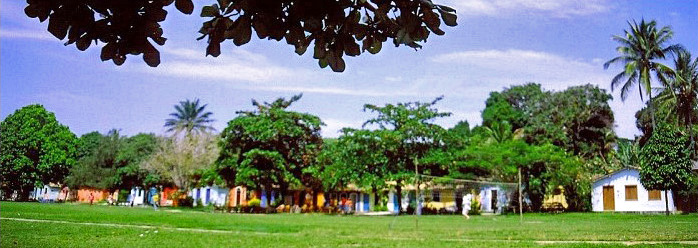
Häuser im Ortsteil Quadrado

Trancoso ist ein Distrikt von Porto Seguro im Bundesstaat Bahia in Brasilien. Die Volkszählung 2010 ergab eine Bevölkerungszahl von 11.006 Einwohnern auf einer Gemeindedistriktsfläche von 278,7 km². Erreichbar ist der Distrikt über die Autobahn BA-001 und den Flughafen Porto Seguro.

## Geschichte
Trancoso war bis 1927 eine eigenständige Gemeinde. Durch das Staatsgesetz Nr. 1.961 vom 8. Juni 1927 wurde Trancoso in einen Distrikt von Porto Seguro überführt.
Der Distrikt und der namensgleiche Ort liegen im Süden von Bahia, der Ort hat seine Herkunft in einer Siedlung von Jesuiten mit der Kirche von São João Batista dos Índios, die im Jahr 1586 erbaut wurde. Der Ort wurde in den 1970er Jahren von Hippies neu entdeckt. Zu dieser Zeit bestand der Ort noch aus einer Allee, mit Häusern auf jeder Seite der historischen Kirche im Hintergrund – und freiem Blick auf das Meer.
Heute ist dieser Platz das historische Zentrum des Ortes Trancoso. Mit Beginn des Tourismus in den 1990er Jahren nahm der Bau von Infrastruktur, Straßen und neuen Häusern stetig zu, so dass Trancoso inzwischen zu einem größeren Ort an der Küste angewachsen ist.

## Tourismus
In Trancoso besteht die wirtschaftliche Hauptaktivität aus Tourismus für die gehobenen brasilianischen Schichten. Unter anderem gibt es einen Hotelbau der Gruppe Club Méditerranée. Vielen ist unbewusst, dass der feine Sandstrand von einem Musikvideo her bekannt ist: Hier wurden 1989 die Filmaufnahmen zu dem legendären „Lambada“-Hit von Kaoma gedreht. Aber auch das typische Kunsthandwerk und die Maler sowie Bildhauer haben sich in Trancoso gehalten.
Strände von Trancoso sind Praia dos Coqueiros, Praia de Taípe, Praia do Espelho, Praia do Rio da Barra und Praia dos Nativos. Der Rio da Barra mündet in Trancoso in den Südatlantik.